# Veneț, Burgas
Veneț (în bulgară Венец) este un sat în comuna Karnobat, regiunea Burgas,  Bulgaria. 

## Demografie
Componența etnică a satului Veneț
     Turci (1,99%)
     Nicio identificare (1,19%)
     Bulgari (83,26%)
     Romi (11,95%)
     Altele (1,59%)
La recensământul din 2011, populația satului Veneț era de 251 locuitori. Din punct de vedere etnic, majoritatea locuitorilor (83,26%) erau bulgari, existând și minorități de romi (11,95%) și turci (1,99%). Pentru 1,19% din locuitori nu este cunoscută apartenența etnică.